# Rayan Hamda Barhoumi
Rayan Hamda Barhoumi, mais conhecido como Lytcheess (Nice, 24 de setembro de 2001), é um ator, músico e criador de projetos independentes francês. É reconhecido principalmente pela sua série independente de ficção Jackrabbit e pelas suas obras musicais publicadas sob o seu pseudónimo.

## Biografia
Rayan Hamda Barhoumi nasceu na França e começou a sua carreira artística como músico sob o nome Lytcheess. Além da música, interessou-se pela atuação e produção audiovisual, criando, escrevendo e interpretando projetos independentes.

## Carreira
No ano de 2025, criou o projeto Jackrabbit, onde interpreta Rogue Majedri, um vigilante que lida com a violência e o tráfico humano.
Barhoumi também produziu músicas com um estilo cinematográfico, electro e phonk. As suas obras estão disponíveis em plataformas como Spotify, Bandcamp e MusicBrainz.

## Discografia
| Ano  | Tipo   | Título                                   |
| ---- | ------ | ---------------------------------------- |
| 2024 | Álbum  | Lytchee                                  |
| 2024 | Álbum  | Metalogical                              |
| 2024 | Single | "Lytcheess the Prodigy"                  |
| 2024 | EP     | Wavu Sorya                               |
| 2025 | Álbum  | Jackrabbit – Original Soundtrack (Vol.1) |

## Filmografia

### Televisão
| Ano  | Título     | Papel         | Notas       |
| ---- | ---------- | ------------- | ----------- |
| 2025 | Jackrabbit | Rogue Majedri | Temporada 1 |